# هراچیا قاپلانیان
هراچیا قاپلانیان (ارمنی: Հրաչյա Ղափլանյան؛  زادهٔ ۱۴ نوامبر ۱۹۲۳ - درگذشته ۱۷ اوت ۱۹۸۸) بازیگر تئاتر، کارگردان تئاتر و سیاستمدار اهل ارمنستان بود. از تاریخ ۱۹۷۹ تا تاریخ ۱۹۸۴ سمت نمایندگی دوره دهم شورای عالی اتحاد شوروی را برعهده داشت.

## زندگی‌نامه
وی در ۱۴ نوامبر ۱۹۲۳ در گارگار به دنیا آمد و از آکادمی دولتی هنرهای زیبای ارمنستان فارغ‌التحصیل گشت. وی همچنین برنده جوایزی همچون هنرمند مردمی ارمنستان شوروی، نشان جنگ میهنی، نشان دوستی خلق، جایزه دولتی ارمنستان شوروی، هنرمند شایسته ارمنستان شوروی، هنرمند مردمی اتحاد جماهیر شوروی و جایزه دولتی اتحاد شوروی شد. وی در ۱۷ اوت ۱۹۸۸ در سن ۶۴ سالگی در ایروان درگذشت و در پانتئون کومیتاس به خاک سپرده شد.

## نگارخانه

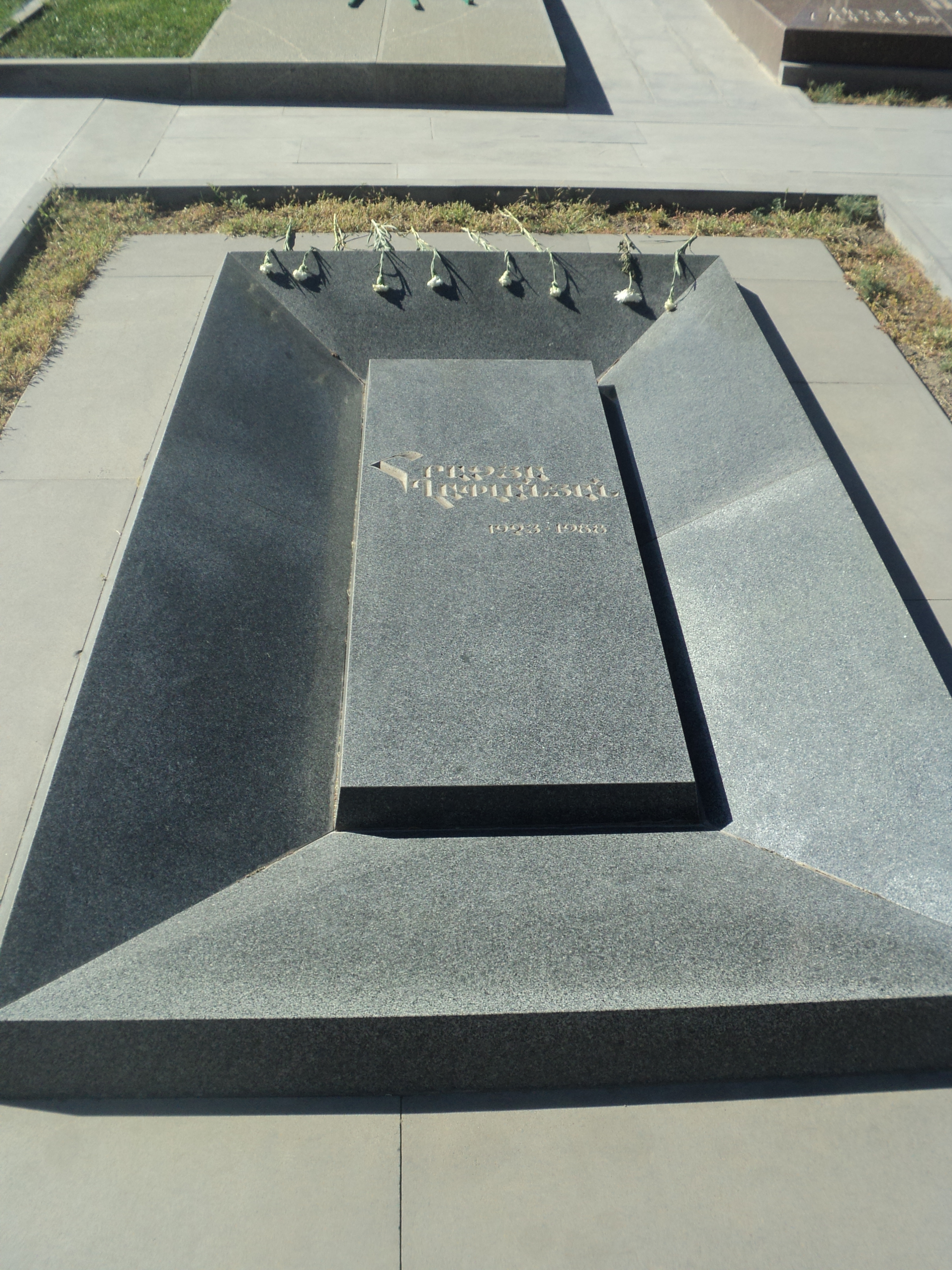